# Rezerwat przyrody Ługi Helenowskie
Rezerwat przyrody Ługi Helenowskie – torfowiskowy rezerwat przyrody położony na obszarze gmin Pionki i Zwoleń, 1,5 km na pn. od wsi Podgóra, leżącej przy drodze Radom – Puławy. Leży w granicach Kozienickiego Parku Krajobrazowego.
Rezerwat położony jest na wododziale Radomki, Zwolenki i Zagożdżonki. Chroni przede wszystkim siedliska bagienne, zajmujące 44,75% jego powierzchni. Krajobrazowo prezentuje mozaikę siedliskową torfowisk o różnym stopniu zarastania oraz suchych i wilgotnych borów. Największy z ługów (tak miejscowa ludność nazywa bagna) zwany Wielkim Ługiem zajmuje pow. 25,37 ha i należy do największych bagien w Puszczy Kozienickiej. W runie oprócz gatunków budujących torfowisko (mchy torfowce, borówka bagienna, bagno zwyczajne, modrzewnica, żurawina błotna) rosną rzadkie gatunki roślin: bagnica torfowa, przygiełka biała, wąkrota zwyczajna, turzyca nitkowata oraz rosiczka okrągłolistna. Ssaki reprezentowane są przez: dziki, lisy, czasem łosie. Ptaki reprezentują myszołów zwyczajny, kukułka pospolita, dzięcioł duży i średni, żuraw, kwiczoł, a gady: padalec, jaszczurka żyworodna, zaskroniec. Ługi w północnej części rezerwatu są prawie stale zalane wodą.

## Podstawa prawna
- zarządzenie MLiPD, M.P. z 1985 r. Nr 7, poz. 60